# 시게오카 다이키
시게오카 다이키(일본어: 重岡 大毅, 1992년 8월 26일 ~ )는 일본의 가수, 배우이며, 남성 아이돌 그룹 쟈니즈WEST의 멤버이다.
효고현 출신. STARTO ENTERTAINMENT 소속.

## 내력
2006년 10월 8일, 쟈니즈 사무소에 입소.
2008년 8월, 〈칸사이 쟈니즈 Jr.@오사카 쇼치쿠좌 2008 여름〉에서, Hey! Say! 7WEST (후의 7 WEST)로의 가입이 발표된다.
2011년 5월 27일, NHK 오사카 《바보야! 좋아한당께!》에서, 동 프로그램에 출연하는 칸사이 쟈니즈 Jr.로 이루어진 유닛, 삼·닌자로의 가입이 발표된다.
2012년 4월, NHK 오사카 《바보야! 좋아한당께!》에 출연하는 칸사이 쟈니즈 Jr.인 무카이 코지 (Kin Kan), 카네우치 토마 (Kin Kan)와 함께 프로그램 내 유닛·BOYS를 결성한다.
2013년 4월, 무라카미 싱고를 대신해 《모모코의 OH! 소레! 미~요!》의 레귤러가 된다.
2014년 4월, 쟈니즈WEST로서 CD 데뷔한다.

## 출연

### 드라마
- DRAMATIC-J 8월 10일, 우리들은 불꽃을 올린다… (2008년 8월, 칸사이 TV) - 무라카미 츠요시 역
- 사무라이 전학생 ~우리의 길은 무사도~ (2009년 3월 28일, 칸사이 TV) - 시무라 츠요시 역
- DRAMADA-J 언젠가의 우정부, 여름. (2009년 9월 10일, 칸사이 TV) - 사와무라 료타 역
- 아무도 모르는 J학원 《꽃보라의 춤》 (2010년 5월 12일, 칸사이 TV) - 야마카와 죠지 역
- 날개여! 저것이 사랑의 등불이다 (2012년 2월 12일, 칸사이 TV) - 카토 준페이 역
- SHARK~2nd Season~ (2014년 4월 19일 ~ 7월 12일, 닛폰 TV) - 주연·이리에 사쿠 역
- 미안해 청춘! (2014년 10월 12일 ~ 12월 21일, TBS) - 에비사와 유즈루 역
- 이것은 경비로 떨어지지 않습니다!( 2019년77월 2일19.09.2년 본월HK)일-

### 영화
- 야숙사 페스! 역최후의 일곱 가지 불가사의~ (2012년, GAGA/미디어 풀포) - 다테 신노스케 역
- 칸사이 쟈니즈 Jr.의 교토 우즈마사 행진곡! (2013년, 쇼치쿠) - 주연·미무라 역
- 극장판 BAD BOYS J -최후에 지킬 것- (2013년, 쇼게이트) - 오노자와 케이타 역
- 닌쟈니 등장! 미래에의 싸움 (2014년, 쇼치쿠) - 서쪽 닌자·카자하 역
- 나으리, 이자이옵니다! (2016년, 쇼치쿠)
- 물에 빠진 나이프 (2016년, 가가) - 오오토모 카츠토시 역
- 금지된 장난 (2023년, 도에이) - 이하라 나오토 역
- 눈에 갇힌 외딴 산장에서 (2024년, 해피넷 팬텀 스튜디오) - 쿠가 카즈유키 역

WEST